# Кубанское
Куба́нское (до 1945 года Таки́л-Джабана́к, ранее Таки́л; укр. Кубанське, крымскотат. Cabanaq, Джабанакъ) — село в Симферопольском районе Республики Крым, входит в состав Родниковского сельского поселения (согласно административно-территориальному делению Украины — Родниковского сельского совета Автономной Республики Крым).

## Население
| 2001 | 2014 |
| ---- | ---- |
| 136  | →136 |

Всеукраинская перепись 2001 года показала следующее распределение по носителям языка
| Язык             | Процент |
| ---------------- | ------- |
| русский          | 58,09   |
| крымскотатарский | 26,47   |
| украинский       | 11,03   |
| другие           | 0,74    |

### Динамика численности
| - 1806 год — 76 чел. - 1864 год — 39 чел. - 1887 год — 209 чел. - 1892 год — 73 чел. - 1900 год — 313 чел. - 1915 год — 397 чел. | - 1926 год — 149 чел. - 1939 год — 300 чел. - 1989 год — 107 чел. - 2001 год — 136 чел. - 2009 год — 120 чел. - 2014 год — 136 чел. |

## Современное состояние
В Кубанском 2 улицы, площадь, занимаемая селом, 58 гектаров, на которой в 30 дворах, по данным сельсовета на 2009 год, числилось 120 жителей. В селе действуют муниципальное бюджетное общеобразовательное учреждение «Кубанская школа».

## География
Село Кубанское расположено в степной зоне Крыма, на реке Тобе-Чокрак, в центре Симферопольского района, примерно в 22 километрах (по шоссе) на северо-запад от Симферополя; ближайшая железнодорожная станция Симферополь Грузовой — примерно в 9 километрах. Соседние сёла: практически вплотную примыкающая с юга Аркадьевка и, в 2 км к востоку, Родниково. Высота центра села над уровнем моря — 98 м. Транспортное сообщение осуществляется по региональной автодороге 35-Н-519 Кубанское — 35К-004 (по украинской классификации С-0-11325).

## История
Такил впервые упоминается в Камеральном Описании Крыма 1784 года как деревня Такыл Акмечетского каймаканства Акмечетского кадылыка. После присоединения Крыма к России (1783) на территории бывшего Крымского ханства была образована Таврическая область, и деревня была приписана к Евпаторийскому уезду. Вскоре деревня попала в историю во время путешествия императрицы Екатерины II в Тавриду — согласно ордеру князя Потёмкина от 14 марта 1787 года, в Такиле была предусмотрена остановка кортежа для смены лошадей. После Павловских реформ, с 1796 по 1802 год, входила в Акмечетский уезд Новороссийской губернии. По новому административному делению, после создания 8 (20) октября 1802 года Таврической губернии, Такил относился к Тулатской волости Евпаторийского уезда.
Согласно Ведомости о волостях и селениях, в Евпаторийском уезде с показанием числа дворов и душ… от 19 апреля 1806 года, в деревне числилось 15 дворов, в которых проживало 76 крымских татар, на военно-топографической карте генерал-майора Мухина 1817 года Такиль обозначен с 15 дворами. После реформы волостного деления 1829 года деревню отнесли к Темешской волости того же уезда. На карте 1836 года в деревне 20 дворов, как и на карте 1842 года.
После земской реформы 1860-х годов Александра II деревню приписали к Сакской волости того же уезда. Согласно «Списку населённых мест Таврической губернии по сведениям 1864 года», составленному по результатам VIII ревизии 1864 года, Такил — татарская деревня с 7 дворами, 39 жителями и мечетью при источникѣ Тобе-Чокракѣ. По обследованиям профессора А. Н. Козловского 1867 года, глубина колодцев в деревне составляла 2—3 сажени (4—6 м), вода в них «большею частию» пресная, кроме того имелись многочисленные родники. На трёхверстовой карте 1865—1876 года в деревне обозначено 16 дворов. В «Памятной книге Таврической губернии 1889 года», по результатам Х ревизии 1887 года, в деревне Такил (записано как Такиз) числился 41 двор и 209 жителей. В «…Памятной книжке Таврической губернии на 1892 год», в деревне Такил, входившей в Юхары-Джаминское сельское общество, числилось 73 жителя в 14 домохозяйствах.
Земская реформа 1890-х годов в Евпаторийском уезде прошла позже остальных, в результате Такил приписали к Камбарской волости. На подробной карте 1892 года в Такыле — 45 дворов с русско-татарским населением. По «…Памятной книжке Таврической губернии на 1900 год» в деревне числилось 314 жителей в 52 дворах. На 1914 год в селении действовала земская школа. По Статистическому справочнику Таврической губернии. Ч.II-я. Статистический очерк, выпуск пятый Евпаторийский уезд, 1915 год, в деревне Такил Камбарской волости Евпаторийского уезда числилось 88 дворов (38 дворов с землёй, 50 — безземельные) со смешанным населением в количестве 52 человека приписных жителей и 345 — «посторонних», из которых 208 мужчин и 179 женщин. Жители владели 5238 десятинами удобной земли. В хозяйствах имелось 284 лошади, 34 вола, 88 коров и 1600 голов мелкого скота.
После установления в Крыму Советской власти, по постановлению Крымревкома от 8 января 1921 года была упразднена волостная система и село включили в состав вновь созданного Сарабузского района Симферопольского уезда, а в 1922 году уезды получили название округов. 11 октября 1923 года, согласно постановлению ВЦИК, в административное деление Крымской АССР были внесены изменения, в результате которых был ликвидирован Сарабузский район и образован Симферопольский, и село включили в его состав. Согласно Списку населённых пунктов Крымской АССР по Всесоюзной переписи 17 декабря 1926 года, в селе Такил-Джабанак русский, центре Такил-Джабанаккого сельсовета Симферопольского района, числилось 29 дворов, из них 26 крестьянских, население составляло 149 человек, из них 141 русский и 8 украинцев, действовала русская школа. По данным всесоюзной переписи населения 1939 года в селе проживало 300 человек.
После освобождения Крыма от фашистов, 12 августа 1944 года было принято постановление № ГОКО-6372с «О переселении колхозников в районы Крыма» и в сентябре 1944 года в район приехали первые новоселы (214 семей) из Винницкой области, а в начале 1950-х годов последовала вторая волна переселенцев из различных областей Украины.
21 августа 1945 года, указом Президиума Верховного Совета РСФСР, Такил-Джабанакский сельсовет был переименован в Кубанский, а село Такил-Джабанак — в Кубанское. С 25 июня 1946 года Кубанское в составе Крымской области РСФСР, а 26 апреля 1954 года Крымская область была передана из состава РСФСР в состав УССР. Время включения в состав Родниковского сельсовета пока не установлено (возможно, в 1954 году, когда был образован Родниковский сельсовет): на 15 июня 1960 года село уже числилось в его составе. Указом Президиума Верховного Совета УССР «Об укрупнении сельских районов Крымской области» от 30 декабря 1962 года Симферопольский район был упразднён, и село присоединили к Бахчисарайскому району. 1 января 1965 года указом Президиума ВС УССР «О внесении изменений в административное районирование УССР по Крымской области» село вновь включили в состав Симферопольского. Видимо, тогда же Кубанский сельсовет был упразднён, и село включили в состав Родниковского сельсовета. По данным переписи 1989 года в селе проживало 107 человек. С 12 февраля 1991 года село в восстановленной Крымской АССР, 26 февраля 1992 года переименованной в Автономную Республику Крым. С 21 марта 2014 года в составе Крыма аннексировано Россией.